# Cham Shan Temple
Cham Shan Temple Chinees-boeddhistische tempel aan de River Road numero 4303 in Niagara Falls, Ontario, Canada. De tempel is in Chinese stijl gebouwd en bestaat uit zeven verdiepingen. In de tempel is boeddhistische kunst te zien. Van juni tot oktober zijn er in het weekend gratis rondleidingen te volgen. De tempel is gesticht door Chinese Canadezen.
De tempel heeft een grote bronzen Boeddhabeeld van Sakyamuni Boeddha en Guanyin. De tempel is een populaire toeristische attractie in de omgeving van de Niagarawatervallen.